# Harry Hughes

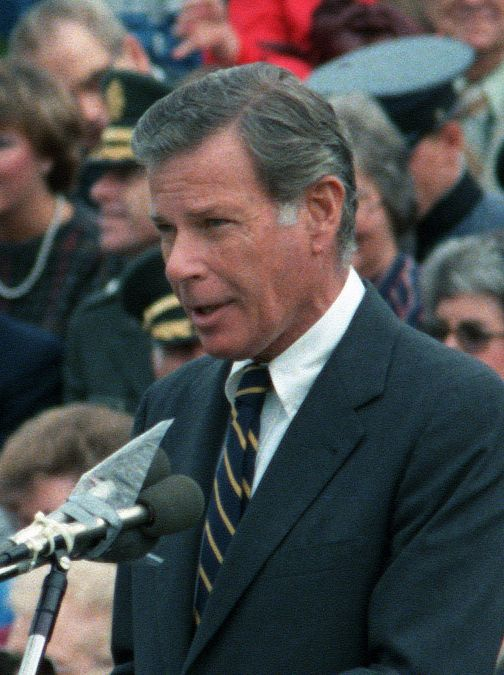
Harry Hughes (1988)

Harry Roe Hughes (* 13. November 1926 in Easton, Talbot County, Maryland; † 13. März 2019 in Denton, Caroline County, Maryland) war ein US-amerikanischer Politiker (Demokratische Partei). Er war von 1979 bis 1987 Gouverneur des Bundesstaates Maryland.

## Leben
Hughes besuchte zunächst die Grundschule im Caroline County und danach die Mercersburg Academy in Pennsylvania. Während des Zweiten Weltkriegs diente er beim Fliegerkorps der US-Marine. Nach dem Krieg setzte er seine Ausbildung bis 1949 an der University of Maryland fort. Nach einem anschließenden Jurastudium an der George Washington University wurde er im Jahr 1952 als Rechtsanwalt zugelassen. Daraufhin begann er in Denton in seinem neuen Beruf zu praktizieren.
Zwischen 1955 und 1959 vertrat Hughes das Caroline County im Repräsentantenhaus von Maryland und von 1959 bis 1970 war er Mitglied des Senats von Maryland. Dort war er Fraktionschef der Demokratischen Senatoren und Vorsitzender des Finanzausschusses. Danach wurde er von 1971 bis 1977 Verkehrsminister (Secretary of the Maryland Department of Transportation). Seit 1972 war er Vorsitzender einer Konferenz aller Verkehrsminister der US-Bundesstaaten. Im Jahr 1977 trat er nach einem Streit über den U-Bahnbau in Baltimore von diesem Amt zurück. Während der folgenden beiden Jahre war er Rechtsanwalt in Baltimore.
Im Jahr 1978 wurde Hughes zum neuen Gouverneur seines Staates gewählt. Er trat sein Amt am 17. Januar 1979 an und konnte nach einer Wiederwahl im Jahr 1982 bis zum 21. Januar 1987 im Amt bleiben. In dieser Zeit setzte er sich unter anderem für die Belange der Chesapeake Bay ein. Damals wurde ein Gesetz erlassen, das dieses Gebiet vor Umweltverschmutzung und übermäßigem Jagen bzw. Fischen schützen sollte. In Hughes Amtszeit wurde der Außenhandel mit China gefördert. Gegen Ende seiner zweiten Amtszeit wurde auch Maryland von einer Finanzkrise heimgesucht. Es gelang aber weitgehend, die Kreditinstitute des Bundesstaates zu sichern.
Nach dem Ende seiner Gouverneurszeit war Hughes wieder als Rechtsanwalt tätig. Von 1995 bis 2003 war er Kurator der Chesapeake-Bay-Trust-Gesellschaft. Außerdem war er von 1996 bis 2000 im Vorstand der Aufsichtsbehörde über die Universitäten in Maryland (University System of Maryland). Hughes war noch Mitglied einiger anderer Organisationen. Im Jahr 2006 veröffentlichte er seine Autobiographie. Mit seiner Frau Patricia Donoho hatte er zwei Kinder.